# Orotelli
Orotelli es una localidad italiana de la provincia de Nuoro, región de Cerdeña, con 2.195 habitantes.

## Evolución demográfica
| Gráfica de evolución demográfica de Orotelli entre 1861 y 2001 |
|                                                                |
| Fuente ISTAT - elaboración gráfica de Wikipedia                |